# Teatro Nacional do Japão

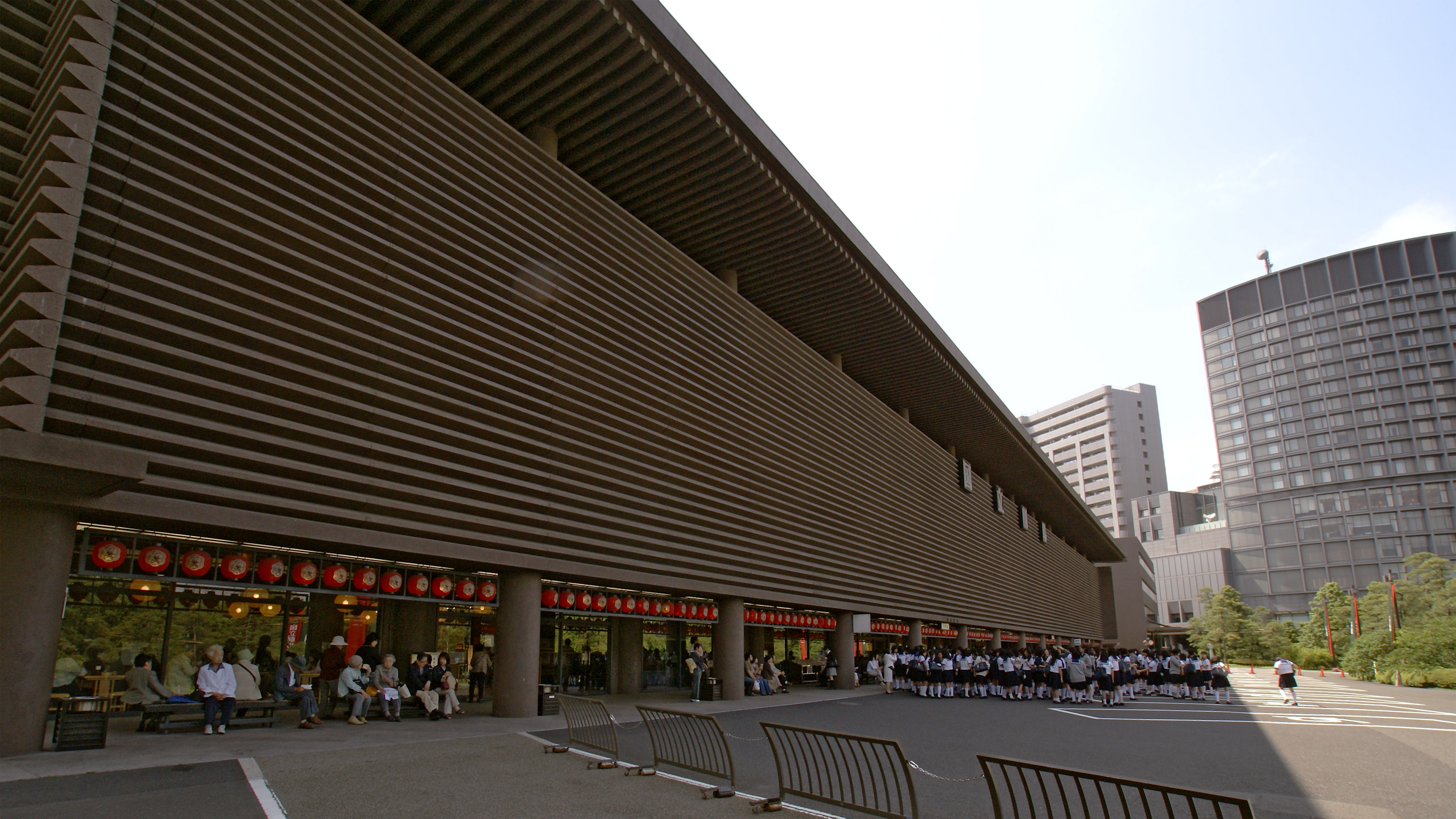
O exterior do Teatro Nacional do Japão

O Teatro Nacional do Japão (国立劇場, Kokuritsu Gekijō) está localizado em Chiyoda, Tóquio.